# Bùi Vinh
Bùi Vinh (ur. 25 grudnia 1976) – wietnamski szachista i trener szachowy (FIDE Trainer od 2012), arcymistrz od 2008 roku.

## Kariera szachowa
Wielokrotnie startował w finałach indywidualnych mistrzostwach Wietnamu, kilkukrotnie odnosząc sukcesy (m.in. dz. I-VI m. w 2000 roku). W 2002 r. reprezentował narodowe barwy na szachowej olimpiadzie w Bledzie. Był również wielokrotnym uczestnikiem turniejów strefowych (eliminacji mistrzostw świata).
Corocznie startuje w cyklicznych turniejach First Saturday rozgrywanych w Budapeszcie, w wielu z nich osiągając sukcesy (wypełnione normy arcymistrzowskie w latach 2002, 2007 i 2008), m.in. w edycjach:
- 2002 – I m. FS09 GM, I m. FS06 IM, II m. FS08 GM (za Levente Vajdą), II m. FS 05 IM (za Csabą Berczesem(inne języki)),
- 2003 – dz. II m. FS11 GM (za Gediminasem Sarakauskasem(inne języki), wspólnie z Siergiejem Owsiejewiczem), dz. II m. FS10 GM (za Dmitrijem Schneiderem, wspólnie z Peterem Horvathem i Gergely Antalem(inne języki)),
- 2007 – I m. FS08 GM,
- 2008 – I m. FS04 GM.

Do innych jego indywidualnych sukcesów należą m.in. dwukrotnie I m. w Singapurze (2001, samodzielnie oraz wspólnie z Hermanem Ardiansyahem), dz. I m. w turnieju Elekes IM w Budapeszcie (2002, wspólnie z Norą Medvegy), dz. II m. w turnieju Singapore Masters International Open (2008, za Richardem Bitoonem, wspólnie m.in. z Markiem Paraguą i Susanto Megaranto)) oraz I m. w turnieju Vision Masters IM w Singapurze (2009).
Najwyższy ranking w dotychczasowej karierze osiągnął 1 kwietnia 2009 r., z wynikiem 2522 punktów zajmował wówczas 4. miejsce wśród wietnamskich szachistów.